# Ted Schroeder
Frederick "Ted" Rudolph Schroeder (né le 20 juillet 1921 à Newark, États-Unis et décédé le 26 mai 2006 à La Jolla, États-Unis) est un ancien joueur de tennis américain.
Il a remporté six titres du Grand Chelem : 2 en simple (à l'US Open en 1942 et à Wimbledon en 1949, en ayant également atteint les demi-finales de l'US Open en 1941 et la finale en 1949), 3 en double messieurs et 1 en double mixte.
Ted Schroeder est membre du International Tennis Hall of Fame depuis 1966.